# Karsten Braasch
Karsten Braasch (* 14. Juli 1967 in Marl) ist ein ehemaliger deutscher Tennisspieler.

## Tenniskarriere
Braasch gewann in seiner Laufbahn sechs Doppeltitel auf ATP-Tour-Level und vier Einzeltitel auf der ITF-Tour (Rennes und Heilbronn 1992, Neapel 1993 und Köln 1994). In der Weltrangliste erreichte er erstmals die Top 100 im Jahre 1992 und seine höchsten Positionen 1994 im Einzel mit Platz 38 und 1997 im Doppel als deren Nummer 36. Seine Ergebnisse auf der ATP-Tour waren 1993 das Erreichen des Halbfinales in Moskau und des Viertelfinales beim Turnier in Halle. Mit seinem Zweisatzerfolg gegen Andrij Medwedjew 1993 in Lyon (6:3, 6:4) gelang ihm erstmals ein Sieg über einen Top-Ten-Spieler. 1994 wurde sein erfolgreichstes Jahr, Braasch erzielte mit dem Erreichen der Halbfinals in Auckland, San José und Scottsdale im Einzel Erfolge, in Memphis gelang ihm mit dem Sieg über Michael Chang (6:4, 6:3) erneut ein Top-Ten-Sieg, durch den er dort ins Viertelfinale einziehen konnte. Kurz darauf bezwang er Ivan Lendl in Hamburg (6:1, 6:4) und erreichte erstmals ein ATP-Tour-Finale in Rosmalen, das er 3:6, 4:6 gegen den späteren Wimbledon-Champion Richard Krajicek verlor.
Ab dem Jahr 2000 trat er auf der Profitour ausschließlich in Doppelwettbewerben an. 1997 und 2004 erreichte er bei den French Open im Doppel jeweils das Viertelfinale. Anfang 2005 beendete er seine Profikarriere. Seit 2006 betreut er von Zeit zu Zeit Tennisprofis im Auftrag von Klaus Langenbach.
Für Deutschland kam er sowohl im Davis Cup als auch im World Team Cup, den er 1994 an der Seite von Michael Stich, Bernd Karbacher und Patrik Kühnen gewinnen konnte, zum Einsatz. In diesen Wettbewerben war er Doppelpartner von Michael Stich, mit dem er 1997 auch den Doppeltitel im westfälischen Halle gewann.
Seine unkonventionelle Spielweise, insbesondere der Bewegungsablauf bei seinem Aufschlag, sorgten stets für Aufsehen auf der ATP Tour und sicherten ihm nicht selten die Sympathien des Publikums. Seine Rückhand spielte er nahezu ausschließlich als sehr variablen, aggressiven Slice. Die eingesprungene Aufschlagbewegung ermöglichte es Braasch, schneller ans Netz vorzurücken, was die Grundlage seines Serve-and-Volley-Spiels bildete. Seine geschmeidige Spielweise führte zu seinem Spitznamen Katze.

## Erfolge
| Legende                       |
| Grand Slam                    |
| Tennis Masters Cup            |
| ATP Masters Series            |
| ATP International Series Gold |
| ATP International Series (6)  |
| ATP Challenger Tour (19)      |

### Einzel

#### Turniersiege
| Nr. | Datum | Turnier   | Belag         | Finalgegner      | Ergebnis      |
| --- | ----- | --------- | ------------- | ---------------- | ------------- |
| 1.  | 1992  | Heilbronn | Teppich       | Markus Naewie    | 6:7, 6:2, 6:2 |
| 2.  | 1992  | Rennes    | Teppich       | Markus Naewie    | 6:2, 3:6, 6:2 |
| 3.  | 1993  | Naples    | Sand          | Gilbert Schaller | 1:6, 6:4, 7:6 |
| 4.  | 1994  | Köln      | Hartplatz (i) | Jörn Renzenbrink | 6:4, 6:4      |

#### Finalteilnahmen
| Nr. | Datum | Turnier          | Belag | Finalgegner      | Ergebnis |
| --- | ----- | ---------------- | ----- | ---------------- | -------- |
| 1.  | 1994  | ’s-Hertogenbosch | Rasen | Richard Krajicek | 3:6, 4:6 |

### Doppel

#### Turniersiege

##### ATP Tour
| Nr. | Datum | Turnier  | Belag         | Partner          | Finalgegner                    | Ergebnis          |
| --- | ----- | -------- | ------------- | ---------------- | ------------------------------ | ----------------- |
| 1.  | 1997  | Halle    | Rasen         | Michael Stich    | David Adams Marius Barnard     | 7:6, 6:3          |
| 2.  | 2001  | Båstad   | Sand          | Jens Knippschild | Simon Aspelin Andrew Kratzmann | 7:6, 4:6, 7:6     |
| 3.  | 2001  | Hongkong | Hartplatz     | André Sá         | Petr Luxa Radek Štěpánek       | 6:0, 7:5          |
| 4.  | 2002  | Mailand  | Hartplatz (i) | Andrei Olchowski | Julien Boutter Maks Mirny      | 3:6, 7:6, [12:10] |
| 5.  | 2002  | Estoril  | Sand          | Andrei Olchowski | Simon Aspelin Andrew Kratzmann | 6:3, 6:3          |
| 6.  | 2003  | Bukarest | Sand          | Sargis Sargsian  | Simon Aspelin Jeff Coetzee     | 7:6, 6:2          |

##### ATP Challenger Tour
| Nr. | Datum | Turnier       | Belag         | Partner            | Finalgegner                           | Ergebnis      |
| --- | ----- | ------------- | ------------- | ------------------ | ------------------------------------- | ------------- |
| 1.  | 1990  | Estoril       | Sand          | Hendrik Jan Davids | Tomás Carbonell Udo Riglewski         | 7:5, 6:2      |
| 2.  | 1992  | Halle         | Sand          | Lars Koslowski     | Kelly Evernden Brett Steven           | 7:6, 6:0      |
| 3.  | 1996  | Braunschweig  | Sand          | Jens Knippschild   | Cristian Brandi Filippo Messori       | 6:3, 6:4      |
| 4.  | 1996  | Ulm           | Sand          | Jens Knippschild   | Ģirts Dzelde Aleksandar Kitinov       | 7:5, 6:3      |
| 5.  | 1996  | Oberstaufen   | Sand          | Jens Knippschild   | Maxime Huard Guillaume Marx           | 6:2, 6:4      |
| 6.  | 1996  | Alpirsbach    | Sand          | Jens Knippschild   | Ģirts Dzelde Tomas Nydahl             | 6:3, 7:5      |
| 7.  | 1999  | Sofia         | Sand          | Tomas Behrend      | Simon Aspelin Tobias Hildebrand       | 6:3, 6:4      |
| 8.  | 2000  | Magdeburg     | Teppich (i)   | Dirk Dier          | Tomas Behrend Michael Kohlmann        | 7:5, 7:6      |
| 9.  | 2000  | Eckental      | Teppich (i)   | Jens Knippschild   | Ivo Heuberger Michael Kohlmann        | 7:6, 6:3      |
| 10. | 2000  | Knoxville     | Hartplatz (i) | Michael Kohlmann   | Jeff Coetzee Marcos Ondruska          | 6:0, 7:6      |
| 11. | 2001  | Braunschweig  | Sand          | Jens Knippschild   | Feliciano López Francisco Roig        | 6:1, 6:1      |
| 12. | 2002  | Kairo         | Sand          | Tomas Behrend      | Alex Lopez-Moron Albert Portas        | 7:6, 6:4      |
| 13. | 2003  | Wolfsburg     | Teppich (i)   | Axel Pretzsch      | Aisam Qureshi Alexander Peya          | 6:4, 6:2      |
| 14. | 2003  | Zell          | Sand          | Franz Stauder      | Jan-Frode Andersen Oliver Marach      | 6:3, 4:6, 6:3 |
| 15. | 2003  | Aschaffenburg | Sand          | Franz Stauder      | Jan-Frode Andersen Philipp Petzschner | 6:4, 7:5      |

#### Finalteilnahmen
| Nr. | Datum | Turnier  | Belag       | Partner          | Finalgegner                | Ergebnis      |
| --- | ----- | -------- | ----------- | ---------------- | -------------------------- | ------------- |
| 1.  | 1997  | Basel    | Teppich (i) | Jim Grabb        | Tim Henman Marc Rosset     | 6:7, 7:6, 6:7 |
| 2.  | 1997  | München  | Sand        | Jens Knippschild | Pablo Albano Àlex Corretja | 6:2, 5:7, 2:6 |
| 3.  | 1997  | Hongkong | Hartplatz   | Jeff Tarango     | Martin Damm Daniel Vacek   | 3:6, 4:6      |

## Abschneiden bei Grand-Slam-Turnieren

### Einzel
| Turnier         | 1992 | 1993 | 1994 | 1995 | 1996 | 1997 | 1998 | Karriere |
| --------------- | ---- | ---- | ---- | ---- | ---- | ---- | ---- | -------- |
| Australian Open | 1    | 1    | 1    | 1    | —    | 3    | 1    | 3        |
| French Open     | 1    | —    | 1    | 1    | —    | —    | —    | 1        |
| Wimbledon       | 2    | 1    | 2    | 1    | —    | —    | —    | 2        |
| US Open         | 1    | 3    | 1    | 2    | —    | —    | 1    | 3        |

Zeichenerklärung: S = Turniersieg; F, HF, VF, AF = Einzug ins Finale / Halbfinale / Viertelfinale / Achtelfinale; 1, 2, 3 = Ausscheiden in der 1. / 2. / 3. Hauptrunde; Q1, Q2, Q3 = Ausscheiden in der 1. / 2. / 3. Runde der Qualifikation; n. a. = nicht ausgetragen

### Doppel
| Turnier         | 1997 | 1998 | 1999 | 2000 | 2001 | 2002 | 2003 | 2004 | 2005 | Karriere |
| --------------- | ---- | ---- | ---- | ---- | ---- | ---- | ---- | ---- | ---- | -------- |
| Australian Open | 1    | 1    | —    | —    | AF   | 1    | 1    | AF   | 2    | AF       |
| French Open     | VF   | AF   | —    | —    | 2    | 1    | —    | VF   | 1    | VF       |
| Wimbledon       | —    | 2    | 2    | —    | 1    | 2    | —    | 1    | —    | 2        |
| US Open         | 1    | 2    | —    | 1    | 1    | 1    | —    | 1    | —    | 2        |

### Mixed
| Turnier         | 1997 | 1998 | 1999 | 2000 | 2001 | 2002 | 2003 | 2004 | Karriere |
| --------------- | ---- | ---- | ---- | ---- | ---- | ---- | ---- | ---- | -------- |
| Australian Open | —    | —    | —    | —    | —    | —    | —    | —    | —        |
| French Open     | AF   | 1    | —    | —    | —    | —    | —    | —    | AF       |
| Wimbledon       | AF   | 2    | —    | —    | AF   | 1    | —    | 1    | AF       |
| US Open         | —    | —    | —    | —    | —    | —    | —    | —    | —        |

## Trivia
Im Frühjahr 1998 äußerten Serena und Venus Williams, dass sie jeden Mann außerhalb der Top 200 schlagen könnten. Braasch, der zu diesem Zeitpunkt die Nummer 203 der Welt war, forderte die beiden heraus. Braasch wurde von einem Journalisten als „ein Mann beschrieben, dessen Trainingsplan sich um eine Packung Zigaretten und mehr als ein paar Flaschen eiskaltes Lagerbier drehte“. Während der Australian Open 1998 spielten sie außerhalb des Wettkampfes. Braasch schlug Serena mit 6:1 und Venus mit 6:2. Während der Seitenwechsel griff Braasch zur Zigarette. Nach den Spielen gab er an, dass er sich mit Golf und einigen Gläsern Radler auf das Duell vorbereitet hatte und dass die Runde Golf am Morgen vor den Spielen anstrengender war. Diese Spiele gelten als Beispiele der „Battle of the Sexes“.